# 아사히급 구축함
아사히급 구축함은 일본 해상자위대가 운용하는 신형 구축함이다.

## 개요
아사히급은 아사기리급을 대체하기위한 함선으로 대잠함을 대체하는 것인 만큼 대잠성능 강화에 주목적이 맞춰진 함선이다. 최대의 특이점은 기존의 타이콘데로가급처럼 함수,함미에 분리되어있던 레이다 시스템을 함교쪽에 몰아넣었고 기존에 외국산으로 사용하던 X밴드 일루미네이터를 국산으로 교체되었다.
대잠시스템에 대한 투자가 상당히 이루어진 함선으로 해수면 레이다는 P-1초계기와 동일한 OPS-48레이다가 탑재되었으며 탑재된 소나 QQQ-24는 기존 아키즈키급의 QQQ-22에 바이스태틱/멀티스태틱 탐지능력이 추가된 소나이다. 

## 배치,후속함
아사이급은 총 2척이 배치될 예정이며 향후 아사히 급에서 소폭 개량된 26DD가 배치될 예정이다.

## 같이 보기
- 아키즈키급 호위함
- 줌월트급 구축함
- 아타고급 구축함
- 055형 구축함
- 세종대왕급 구축함